# Герусов, Михаил Иванович
Михаил Иванович Герусов (7 ноября 1904, Томаровка, Белгородский уезд, Курская губерния — 5 ноября 1974, Харьков) — советский военачальник, полковник (16 ноября 1942), участник Великой Отечественной войны.

## Биография
В 1926 году вступил в ряды Рабоче-крестьянской Красной армии, в 1927 году окончил полковую школу 250-го стрелкового полка в Белёве Тульской области. В 1930 году был назначен начальником штаба и командиром батальона 118-го стрелкового полка 40-й стрелковой дивизии Особой Краснознамённой Дальневосточной армии.
Во время Великой Отечественной войны, 20 ноября 1941 года был назначен командиром 87-го стрелкового полка 26-й стрелковой дивизии.
Будучи командиром 148-й отдельной курсантской стрелковой бригады, в мае 1942, в составе 20-й армии, участвовал в Ржевско-Сычевской операции — в боях за Карманово, за что 30 января 1943 был награжден орденом Красного Знамени.
В декабре 1942 года Герусов был назначен начальником штаба 379-й стрелковой дивизии, и в январе 1943 года, в составе 2-й ударной армии Волховского фронта принимал участие в операции «Искра», целью которой являлся прорыва блокады Ленинграда. В феврале — марте 1943 года исполнял должность временного командира дивизии. 3 августа 1943 был назначен командиром 1250-го стрелкового полка 376-й стрелковой дивизии. В составе 67-й армии в январе 1944 года дивизия участвовала в Ленинградско-Новгородской и Новгородско-Лужской операциях.
В 8 июле 1944 года был назначен исполняющим должность командира по строевой части 44-й стрелковой дивизии Прибалтийского фронта. С 1 апреля 1944 дивизия в составе Ленинградского фронта участвовала в ликвидации курляндской группировки войск.
В сентябре 1952 года был назначен заместителем командира в 24-ю стрелковую дивизию Прикарпатского военного округа.
18 июля 1953 года был уволен в запас.

## Награды[1]
- Орден Ленина
- 2 Ордена Красного Знамени
- Орден Отечественной войны I степени
- Ордена Красной Звезды
- Медаль «За оборону Ленинграда»
- Медаль «За победу над Германией в Великой Отечественной войне 1941—1945 гг.».